# 松井信行 (化学者)
松井 信行（まつい のぶゆき、1941年（昭和16年） - ）は、日本の化学者、教育者。東京外国語大学名誉教授。専門は、無機化学。
広島県出身。高校の化学教諭を経て、大学教官になった珍しい経歴を持つ。主に、国費外国人留学生に対する科学教育の分野で活躍している。2022年、瑞宝中綬章受章。

## 人物・経歴
- 1941年7月10日生まれ
- 1965年、島根大学文理学部理学科化学専攻卒業
- 1965年4月、東海大学付属高校化学教諭
- 1973年　東海大学大学院理学研究科化学専攻修了
- 1973年4月、東京外国語大学外国語学部附属日本語学校講師
- 1976年、同大学助教授
- 1986年、同大学留学生教育教材開発センター教授
- 1990年、同大学附属日本語学校教授
- 1992年、同大学留学生日本語教育センター教授（組織改変に伴う所属変更）
- 2005年、同大学名誉教授

## 学位
- 理学修士（東海大学）

## 学会活動
- 日本総合学術学会副会長、日本化学会。

## 著書
- 「高校生の化学実験」 東海大学出版会
- 「留学生のための基礎科学入門」 三省堂  1992  ISBN 978-4385407968
- 「留学生のための基礎科学」 三省堂  1992  ISBN 978-4385407951